# Tournoi de Londres de rugby à sept 2018
Navigation
2017 2019
Le Tournoi de Londres de rugby à sept 2018 est la neuvième et avant-dernière étape de la saison 2017-2018 du World Rugby Sevens Series. Elle se déroule sur deux jours les 2 et 3 juin 2018 au stade de Twickenham de Londres en Angleterre.
L'équipe d'Écosse, vainqueure des deux éditions précédentes de ce tournoi, ne parvient pas à se qualifier pour les quarts de finale. Les Fidji remportent leur quatrième tournoi consécutif en battant par 21 à 17 en finale leurs rivaux sud-africains pour lle classement général des World Rugby Sevens Series. Le Fidjien Semi Radradra, qui évolue en France avec le RC Toulon, est désigné homme du match lors de cette finale.
Invités pour ce tournoi, les joueurs irlandais créent la surprise en se qualifiant dans le dernier carré où ils sont tombés sur l’équipe fidjienne. Les Irlandais décrochent ensuite la médaille de bronze, grâce à l'apport de la révélation du tournoi, Jordan Conroy (en), meilleur joueur du week-end et auteur d’un triplé face à l’Angleterre lors du match décisif (21-19). Depuis la mise en place du format actuel des HSBC World Rugby Sevens Series avec des invitations attribuées lors de la saison 2012-2013, c’est le meilleur résultat pour une équipe invitée.
Individuellement, le Kényan Collins Injera termine meilleur réalisateur du tournoi avec 42 points inscrits. Outre le Kényan, deuxième meilleur marqueur d'essais depuis la création des Sevens Series, trois autres joueurs ont également marqué 8 essais : l'Américain Carlin Isles, meilleur marqueur de la saison, l'Anglais Dan Norton, meilleur marqueur d'essais depuis la création des Sevens Series, et donc la révélation irlandaise du tournoi Jordan Conroy.

## Équipes participantes
Seize équipes participent au tournoi (quinze équipes permanentes plus une invitée) :
- Afrique du Sud
- Angleterre
- Argentine
- Australie
- Canada
- Écosse
- Espagne
- États-Unis
- France
- Fidji
- Pays de Galles
- Kenya
- Nouvelle-Zélande
- Russie
- Samoa
- Irlande (invitée)

## Tournoi principal

### Phase de poules
Résultats et classements de la phase de poules.

#### Poule A
| Rang | Pays             | J | V | N | D | Pm | Pe | Diff | Pts |
| ---- | ---------------- | - | - | - | - | -- | -- | ---- | --- |
| 1    | Fidji            | 3 | 3 | 0 | 0 | 94 | 38 | +56  | 9   |
| 2    | Nouvelle-Zélande | 3 | 2 | 0 | 1 | 67 | 44 | +23  | 7   |
| 3    | Argentine        | 3 | 1 | 0 | 2 | 46 | 83 | -37  | 5   |
| 4    | Écosse           | 3 | 0 | 0 | 3 | 43 | 85 | -42  | 3   |

| 2 juin 2018 | Nouvelle-Zélande | 24 - 12 | Écosse | Stade de Twickenham, Londres |
| 2 juin 2018 |                  |         |        | Stade de Twickenham, Londres |
| 2 juin 2018 |                  |         |        | Stade de Twickenham, Londres |

| 2 juin 2018 | Fidji | 28 - 19 | Argentine | Stade de Twickenham, Londres |
| 2 juin 2018 |       |         |           | Stade de Twickenham, Londres |
| 2 juin 2018 |       |         |           | Stade de Twickenham, Londres |

| 2 juin 2018 | Nouvelle-Zélande | 36 - 5 | Argentine | Stade de Twickenham, Londres |
| 2 juin 2018 |                  |        |           | Stade de Twickenham, Londres |
| 2 juin 2018 |                  |        |           | Stade de Twickenham, Londres |

| 2 juin 2018 | Fidji | 39 - 12 | Écosse | Stade de Twickenham, Londres |
| 2 juin 2018 |       |         |        | Stade de Twickenham, Londres |
| 2 juin 2018 |       |         |        | Stade de Twickenham, Londres |

| 2 juin 2018 | Écosse | 19 - 22 | Argentine | Stade de Twickenham, Londres |
| 2 juin 2018 |        |         |           | Stade de Twickenham, Londres |
| 2 juin 2018 |        |         |           | Stade de Twickenham, Londres |

| 2 juin 2018 | Fidji | 27 - 7 | Nouvelle-Zélande | Stade de Twickenham, Londres |
| 2 juin 2018 |       |        |                  | Stade de Twickenham, Londres |
| 2 juin 2018 |       |        |                  | Stade de Twickenham, Londres |

#### Poule B
| Rang | Pays           | J | V | N | D | Pm | Pe | Diff | Pts |
| ---- | -------------- | - | - | - | - | -- | -- | ---- | --- |
| 1    | Australie      | 3 | 3 | 0 | 0 | 81 | 41 | +40  | 9   |
| 2    | Irlande        | 3 | 1 | 0 | 2 | 64 | 64 | 0    | 5   |
| 3    | Pays de Galles | 3 | 1 | 0 | 2 | 45 | 63 | -18  | 5   |
| 4    | Espagne        | 3 | 1 | 0 | 2 | 56 | 78 | -22  | 5   |

| 2 juin 2018 | Espagne | 24 - 12 | Pays de Galles | Stade de Twickenham, Londres |
| 2 juin 2018 |         |         |                | Stade de Twickenham, Londres |
| 2 juin 2018 |         |         |                | Stade de Twickenham, Londres |

| 2 juin 2018 | Australie | 33 - 7 | Irlande | Stade de Twickenham, Londres |
| 2 juin 2018 |           |        |         | Stade de Twickenham, Londres |
| 2 juin 2018 |           |        |         | Stade de Twickenham, Londres |

| 2 juin 2018 | Espagne | 10 - 38 | Irlande | Stade de Twickenham, Londres |
| 2 juin 2018 |         |         |         | Stade de Twickenham, Londres |
| 2 juin 2018 |         |         |         | Stade de Twickenham, Londres |

| 2 juin 2018 | Australie | 20 - 12 | Pays de Galles | Stade de Twickenham, Londres |
| 2 juin 2018 |           |         |                | Stade de Twickenham, Londres |
| 2 juin 2018 |           |         |                | Stade de Twickenham, Londres |

| 2 juin 2018 | Pays de Galles | 21 - 19 | Irlande | Stade de Twickenham, Londres |
| 2 juin 2018 |                |         |         | Stade de Twickenham, Londres |
| 2 juin 2018 |                |         |         | Stade de Twickenham, Londres |

| 2 juin 2018 | Australie | 28 - 22 | Espagne | Stade de Twickenham, Londres |
| 2 juin 2018 |           |         |         | Stade de Twickenham, Londres |
| 2 juin 2018 |           |         |         | Stade de Twickenham, Londres |

#### Poule C
| Rang | Pays       | J | V | N | D | Pm | Pe | Diff | Pts |
| ---- | ---------- | - | - | - | - | -- | -- | ---- | --- |
| 1    | États-Unis | 3 | 2 | 1 | 0 | 88 | 47 | +41  | 8   |
| 2    | Angleterre | 3 | 2 | 0 | 1 | 86 | 43 | +43  | 7   |
| 3    | Kenya      | 3 | 1 | 1 | 1 | 55 | 78 | -23  | 6   |
| 4    | France     | 3 | 0 | 0 | 3 | 35 | 96 | -61  | 3   |

| 2 juin 2018 | Kenya | 19 - 19 | États-Unis | Stade de Twickenham, Londres |
| 2 juin 2018 |       |         |            | Stade de Twickenham, Londres |
| 2 juin 2018 |       |         |            | Stade de Twickenham, Londres |

| 2 juin 2018 | Angleterre | 34 - 0 | France | Stade de Twickenham, Londres |
| 2 juin 2018 |            |        |        | Stade de Twickenham, Londres |
| 2 juin 2018 |            |        |        | Stade de Twickenham, Londres |

| 2 juin 2018 | Kenya | 24 - 21 | France | Stade de Twickenham, Londres |
| 2 juin 2018 |       |         |        | Stade de Twickenham, Londres |
| 2 juin 2018 |       |         |        | Stade de Twickenham, Londres |

| 2 juin 2018 | Angleterre | 14 - 31 | États-Unis | Stade de Twickenham, Londres |
| 2 juin 2018 |            |         |            | Stade de Twickenham, Londres |
| 2 juin 2018 |            |         |            | Stade de Twickenham, Londres |

| 2 juin 2018 | États-Unis | 38 - 14 | France | Stade de Twickenham, Londres |
| 2 juin 2018 |            |         |        | Stade de Twickenham, Londres |
| 2 juin 2018 |            |         |        | Stade de Twickenham, Londres |

| 2 juin 2018 | Angleterre | 38 - 12 | Kenya | Stade de Twickenham, Londres |
| 2 juin 2018 |            |         |       | Stade de Twickenham, Londres |
| 2 juin 2018 |            |         |       | Stade de Twickenham, Londres |

#### Poule D
| Rang | Pays           | J | V | N | D | Pm | Pe | Diff | Pts |
| ---- | -------------- | - | - | - | - | -- | -- | ---- | --- |
| 1    | Afrique du Sud | 3 | 2 | 0 | 1 | 60 | 28 | +32  | 7   |
| 2    | Canada         | 3 | 2 | 0 | 1 | 50 | 27 | +23  | 7   |
| 3    | Russie         | 3 | 1 | 0 | 2 | 39 | 77 | -38  | 5   |
| 4    | Samoa          | 3 | 1 | 0 | 2 | 38 | 55 | -17  | 5   |

| 2 juin 2018 | Samoa | 0 - 14 | Canada | Stade de Twickenham, Londres |
| 2 juin 2018 |       |        |        | Stade de Twickenham, Londres |
| 2 juin 2018 |       |        |        | Stade de Twickenham, Londres |

| 2 juin 2018 | Afrique du Sud | 31 - 0 | Russie | Stade de Twickenham, Londres |
| 2 juin 2018 |                |        |        | Stade de Twickenham, Londres |
| 2 juin 2018 |                |        |        | Stade de Twickenham, Londres |

| 2 juin 2018 | Samoa | 17 - 29 | Russie | Stade de Twickenham, Londres |
| 2 juin 2018 |       |         |        | Stade de Twickenham, Londres |
| 2 juin 2018 |       |         |        | Stade de Twickenham, Londres |

| 2 juin 2018 | Afrique du Sud | 17 - 7 | Canada | Stade de Twickenham, Londres |
| 2 juin 2018 |                |        |        | Stade de Twickenham, Londres |
| 2 juin 2018 |                |        |        | Stade de Twickenham, Londres |

| 2 juin 2018 | Canada | 29 - 10 | Russie | Stade de Twickenham, Londres |
| 2 juin 2018 |        |         |        | Stade de Twickenham, Londres |
| 2 juin 2018 |        |         |        | Stade de Twickenham, Londres |

| 2 juin 2018 | Afrique du Sud | 12 - 21 | Samoa | Stade de Twickenham, Londres |
| 2 juin 2018 |                |         |       | Stade de Twickenham, Londres |
| 2 juin 2018 |                |         |       | Stade de Twickenham, Londres |

## Phase finale
Résultats et tableaux de la phase finale.

### Trophées

#### Cup
|  | Quarts de finale              | Quarts de finale              |                               |                               | Demi-finales                  | Demi-finales                  |    |  | Finale                        | Finale                        |
|  | Quarts de finale              | Quarts de finale              |                               |                               | Demi-finales                  | Demi-finales                  |    |  | Finale                        | Finale                        |
|  |                               |                               |                               |                               |                               |                               |    |  |                               |                               |
|  | 3 juin 2018 - 11:58 UTC±00:00 | 3 juin 2018 - 11:58 UTC±00:00 |                               |                               | 3 juin 2018 - 15:48 UTC±00:00 | 3 juin 2018 - 15:48 UTC±00:00 |    |  | 3 juin 2018 - 18:57 UTC±00:00 | 3 juin 2018 - 18:57 UTC±00:00 |
|  | 3 juin 2018 - 11:58 UTC±00:00 | 3 juin 2018 - 11:58 UTC±00:00 |                               |                               | 3 juin 2018 - 15:48 UTC±00:00 | 3 juin 2018 - 15:48 UTC±00:00 |    |  | 3 juin 2018 - 18:57 UTC±00:00 | 3 juin 2018 - 18:57 UTC±00:00 |
|  | Fidji                         | 40                            |                               |                               | 3 juin 2018 - 15:48 UTC±00:00 | 3 juin 2018 - 15:48 UTC±00:00 |    |  | 3 juin 2018 - 18:57 UTC±00:00 | 3 juin 2018 - 18:57 UTC±00:00 |
|  | Fidji                         | 40                            |                               |                               | 3 juin 2018 - 15:48 UTC±00:00 | 3 juin 2018 - 15:48 UTC±00:00 |    |  | 3 juin 2018 - 18:57 UTC±00:00 | 3 juin 2018 - 18:57 UTC±00:00 |
|  | Canada                        | 7                             |                               |                               | 3 juin 2018 - 15:48 UTC±00:00 | 3 juin 2018 - 15:48 UTC±00:00 |    |  | 3 juin 2018 - 18:57 UTC±00:00 | 3 juin 2018 - 18:57 UTC±00:00 |
|  | Canada                        | 7                             | Fidji                         | 38                            |                               |                               |    |  | 3 juin 2018 - 18:57 UTC±00:00 | 3 juin 2018 - 18:57 UTC±00:00 |
|  | 3 juin 2018 - 12:20 UTC±00:00 |                               | Fidji                         | 38                            |                               |                               |    |  | 3 juin 2018 - 18:57 UTC±00:00 | 3 juin 2018 - 18:57 UTC±00:00 |
|  |                               | Irlande                       | 21                            |                               |                               |                               |    |  | 3 juin 2018 - 18:57 UTC±00:00 | 3 juin 2018 - 18:57 UTC±00:00 |
|  | États-Unis                    | Irlande                       | 21                            | 12                            |                               |                               |    |  | 3 juin 2018 - 18:57 UTC±00:00 | 3 juin 2018 - 18:57 UTC±00:00 |
|  | États-Unis                    |                               |                               | 12                            |                               |                               |    |  | 3 juin 2018 - 18:57 UTC±00:00 | 3 juin 2018 - 18:57 UTC±00:00 |
|  | Irlande                       | 22                            |                               |                               |                               |                               |    |  | 3 juin 2018 - 18:57 UTC±00:00 | 3 juin 2018 - 18:57 UTC±00:00 |
|  | Irlande                       | 22                            | Fidji                         | 21                            |                               |                               |    |  |                               |                               |
|  | 3 juin 2018 - 12:42 UTC±00:00 |                               | Fidji                         | 21                            |                               |                               |    |  |                               |                               |
|  |                               | Afrique du Sud                | 17                            |                               |                               |                               |    |  |                               |                               |
|  | Afrique du Sud                | Afrique du Sud                | 17                            | 14                            |                               |                               |    |  |                               |                               |
|  | Afrique du Sud                | 3 juin 2018 - 16:10 UTC±00:00 |                               | 14                            |                               |                               |    |  |                               |                               |
|  | Nouvelle-Zélande              | 5                             |                               |                               |                               |                               |    |  |                               |                               |
|  | Nouvelle-Zélande              | 5                             | Afrique du Sud                | 29                            |                               |                               |    |  |                               |                               |
|  | 3 juin 2018 - 13:04 UTC±00:00 | 3 juin 2018 - 13:04 UTC±00:00 | Afrique du Sud                | 29                            | Match pour la 3e place        | Match pour la 3e place        |    |  |                               |                               |
|  | 3 juin 2018 - 13:04 UTC±00:00 | 3 juin 2018 - 13:04 UTC±00:00 |                               | Angleterre                    | Match pour la 3e place        | Match pour la 3e place        | 19 |  |                               |                               |
|  | Australie                     | 17                            | 3 juin 2018 - 18:32 UTC±00:00 | 3 juin 2018 - 18:32 UTC±00:00 |                               |                               | 19 |  |                               |                               |
|  | Australie                     | 17                            | 3 juin 2018 - 18:32 UTC±00:00 | 3 juin 2018 - 18:32 UTC±00:00 |                               |                               |    |  |                               |                               |
|  | Angleterre                    | 21                            |                               | Irlande                       | 21                            |                               |    |  |                               |                               |
|  | Angleterre                    | 21                            |                               | Irlande                       | 21                            |                               |    |  |                               |                               |
|  |                               |                               |                               |                               |                               |                               |    |  | Angleterre                    | 19                            |
|  |                               |                               |                               |                               |                               |                               |    |  | Angleterre                    | 19                            |

Finale (Cup)
| 3 juin 2018 | Fidji | 21 - 17 (7-7) | Afrique du Sud                                                                        | Stade de Twickenham, Londres Arbitre : Craig Evans |
| 3 juin 2018 | Essai(s) : J Tuisova (6e), P Dranisinukula (en) (10e), J Veremalua (13e) · Transformation(s) : A Nasilasila (en) (7e, 11e, 14e) · Carton(s) jaune(s) : S Mocenacagi (en) 0e à 2e · |               | Essai(s) : S Gans (2e), R Nel (12e), Z Davids (16e) Transformation(s) : J Geduld (2e) | Stade de Twickenham, Londres Arbitre : Craig Evans |
| 3 juin 2018 | |               |                                                                                       | Stade de Twickenham, Londres Arbitre : Craig Evans |

#### Challenge Trophy
|  | Quarts de finale              | Quarts de finale              |           |    | Demi-finales                  | Demi-finales                  |  |  | Finale                        | Finale                        |
|  | Quarts de finale              | Quarts de finale              |           |    | Demi-finales                  | Demi-finales                  |  |  | Finale                        | Finale                        |
|  |                               |                               |           |    |                               |                               |  |  |                               |                               |
|  | 3 juin 2018 - 10:30 UTC±00:00 | 3 juin 2018 - 10:30 UTC±00:00 |           |    | 3 juin 2018 - 14:20 UTC±00:00 | 3 juin 2018 - 14:20 UTC±00:00 |  |  | 3 juin 2018 - 17:32 UTC±00:00 | 3 juin 2018 - 17:32 UTC±00:00 |
|  | 3 juin 2018 - 10:30 UTC±00:00 | 3 juin 2018 - 10:30 UTC±00:00 |           |    | 3 juin 2018 - 14:20 UTC±00:00 | 3 juin 2018 - 14:20 UTC±00:00 |  |  | 3 juin 2018 - 17:32 UTC±00:00 | 3 juin 2018 - 17:32 UTC±00:00 |
|  | Argentine                     | 19                            |           |    | 3 juin 2018 - 14:20 UTC±00:00 | 3 juin 2018 - 14:20 UTC±00:00 |  |  | 3 juin 2018 - 17:32 UTC±00:00 | 3 juin 2018 - 17:32 UTC±00:00 |
|  | Argentine                     | 19                            |           |    | 3 juin 2018 - 14:20 UTC±00:00 | 3 juin 2018 - 14:20 UTC±00:00 |  |  | 3 juin 2018 - 17:32 UTC±00:00 | 3 juin 2018 - 17:32 UTC±00:00 |
|  | Samoa                         | 14                            |           |    | 3 juin 2018 - 14:20 UTC±00:00 | 3 juin 2018 - 14:20 UTC±00:00 |  |  | 3 juin 2018 - 17:32 UTC±00:00 | 3 juin 2018 - 17:32 UTC±00:00 |
|  | Samoa                         | 14                            | Argentine | 10 |                               |                               |  |  | 3 juin 2018 - 17:32 UTC±00:00 | 3 juin 2018 - 17:32 UTC±00:00 |
|  | 3 juin 2018 - 10:52 UTC±00:00 |                               | Argentine | 10 |                               |                               |  |  | 3 juin 2018 - 17:32 UTC±00:00 | 3 juin 2018 - 17:32 UTC±00:00 |
|  |                               | Kenya                         | 42        |    |                               |                               |  |  | 3 juin 2018 - 17:32 UTC±00:00 | 3 juin 2018 - 17:32 UTC±00:00 |
|  | Kenya                         | Kenya                         | 42        | 38 |                               |                               |  |  | 3 juin 2018 - 17:32 UTC±00:00 | 3 juin 2018 - 17:32 UTC±00:00 |
|  | Kenya                         |                               |           | 38 |                               |                               |  |  | 3 juin 2018 - 17:32 UTC±00:00 | 3 juin 2018 - 17:32 UTC±00:00 |
|  | Espagne                       | 0                             |           |    |                               |                               |  |  | 3 juin 2018 - 17:32 UTC±00:00 | 3 juin 2018 - 17:32 UTC±00:00 |
|  | Espagne                       | 0                             | Kenya     | 33 |                               |                               |  |  |                               |                               |
|  | 3 juin 2018 - 11:14 UTC±00:00 |                               | Kenya     | 33 |                               |                               |  |  |                               |                               |
|  |                               | Pays de Galles                | 19        |    |                               |                               |  |  |                               |                               |
|  | Russie                        | Pays de Galles                | 19        | 15 |                               |                               |  |  |                               |                               |
|  | Russie                        | 3 juin 2018 - 14:42 UTC±00:00 |           | 15 |                               |                               |  |  |                               |                               |
|  | Écosse                        | 10                            |           |    |                               |                               |  |  |                               |                               |
|  | Écosse                        | 10                            | Russie    | 12 |                               |                               |  |  |                               |                               |
|  | 3 juin 2018 - 11:36 UTC±00:00 |                               | Russie    | 12 |                               |                               |  |  |                               |                               |
|  |                               | Pays de Galles                | 27        |    |                               |                               |  |  |                               |                               |
|  | Pays de Galles                | Pays de Galles                | 27        | 33 |                               |                               |  |  |                               |                               |
|  | Pays de Galles                |                               |           | 33 |                               |                               |  |  |                               |                               |
|  | France                        | 29                            |           |    |                               |                               |  |  |                               |                               |
|  | France                        | 29                            |           |    |                               |                               |  |  |                               |                               |

### Matchs de classement

#### Challenge5eplace
|  | Demi-finales                  | Demi-finales                  |            |    | Finale                        | Finale                        |
|  | Demi-finales                  | Demi-finales                  |            |    | Finale                        | Finale                        |
|  |                               |                               |            |    |                               |                               |
|  | 3 juin 2018 - 15:04 UTC±00:00 | 3 juin 2018 - 15:04 UTC±00:00 |            |    | 3 juin 2018 - 18:07 UTC±00:00 | 3 juin 2018 - 18:07 UTC±00:00 |
|  | 3 juin 2018 - 15:04 UTC±00:00 | 3 juin 2018 - 15:04 UTC±00:00 |            |    | 3 juin 2018 - 18:07 UTC±00:00 | 3 juin 2018 - 18:07 UTC±00:00 |
|  | Canada                        | 19                            |            |    | 3 juin 2018 - 18:07 UTC±00:00 | 3 juin 2018 - 18:07 UTC±00:00 |
|  | Canada                        | 19                            |            |    | 3 juin 2018 - 18:07 UTC±00:00 | 3 juin 2018 - 18:07 UTC±00:00 |
|  | États-Unis                    | 27                            |            |    | 3 juin 2018 - 18:07 UTC±00:00 | 3 juin 2018 - 18:07 UTC±00:00 |
|  | États-Unis                    | 27                            | États-Unis | 5  |                               |                               |
|  | 3 juin 2018 - 15:26 UTC±00:00 |                               | États-Unis | 5  |                               |                               |
|  |                               | Nouvelle-Zélande              | 26         |    |                               |                               |
|  | Nouvelle-Zélande              | Nouvelle-Zélande              | 26         | 38 |                               |                               |
|  | Nouvelle-Zélande              |                               |            | 38 |                               |                               |
|  | Australie                     | 7                             |            |    |                               |                               |
|  | Australie                     | 7                             |            |    |                               |                               |

#### Challenge13eplace
|  | Demi-finales                  | Demi-finales                  |       |    | Finale                        | Finale                        |
|  | Demi-finales                  | Demi-finales                  |       |    | Finale                        | Finale                        |
|  |                               |                               |       |    |                               |                               |
|  | 3 juin 2018 - 13:36 UTC±00:00 | 3 juin 2018 - 13:36 UTC±00:00 |       |    | 3 juin 2018 - 17:07 UTC±00:00 | 3 juin 2018 - 17:07 UTC±00:00 |
|  | 3 juin 2018 - 13:36 UTC±00:00 | 3 juin 2018 - 13:36 UTC±00:00 |       |    | 3 juin 2018 - 17:07 UTC±00:00 | 3 juin 2018 - 17:07 UTC±00:00 |
|  | Samoa                         | 26                            |       |    | 3 juin 2018 - 17:07 UTC±00:00 | 3 juin 2018 - 17:07 UTC±00:00 |
|  | Samoa                         | 26                            |       |    | 3 juin 2018 - 17:07 UTC±00:00 | 3 juin 2018 - 17:07 UTC±00:00 |
|  | Espagne                       | 10                            |       |    | 3 juin 2018 - 17:07 UTC±00:00 | 3 juin 2018 - 17:07 UTC±00:00 |
|  | Espagne                       | 10                            | Samoa | 34 |                               |                               |
|  | 3 juin 2018 - 13:58 UTC±00:00 |                               | Samoa | 34 |                               |                               |
|  |                               | Écosse                        | 10    |    |                               |                               |
|  | Écosse                        | Écosse                        | 10    | 43 |                               |                               |
|  | Écosse                        |                               |       | 43 |                               |                               |
|  | France                        | 21                            |       |    |                               |                               |
|  | France                        | 21                            |       |    |                               |                               |

## Bilan
Statistiques sportives
- Meilleurs marqueurs d'essais du tournoi : 
  Jordan Conroy (en) 
  Collins Injera 
  Carlin Isles 
  Dan Norton (8 essais)
- Meilleur réalisateur :  Collins Injera (42 points)
- Impact players[6]: 
  Martin Iosefo 
  Owen Jenkins (en) 
  Billy Odhiambo (en) 
  Vladimir Ostroushko
- Joueur de la finale :  Semi Radradra
- Équipe type[7] :

| Avants                                               | Trois-quarts                                                   |
| ---------------------------------------------------- | -------------------------------------------------------------- |
| Mike Ellery (en) Paula Dranisinukula (en) Dylan Sage | Jordan Conroy (en) Mark Roche (en) Josua Tuisova Semi Radradra |